# Innocentiapark
Der Innocentiapark in Hamburg befindet sich im Westen des Stadtteils Harvestehude zwischen Brahms- und Parkallee in unmittelbarer Nähe der Grindelhochhäuser. Der rund 4,5 Hektar große Park ist nach Papst Innozenz IV. benannt. Die Grünanlage wurde 1884 nach englischem Vorbild angelegt und wird von den Hamburgern gelegentlich als „Innopark“ bezeichnet.
Die 150 m  × 200 m große Grünanlage in der Form eines in Deutschland seltenen Londoner „Squares“ befindet sich auf dem Areal des früheren Klosterland Konsortiums. Der auf hügeligem Gelände nach den Entwürfen von Franz Andreas Meyer, Oberingenieur der Baudeputation, angelegte Park ist umringt von weißen Villen der Gründerzeit.
Im Park befindet sich die von der Hamburger Kunsthalle im Jahr 1949 erworbene Frauenskulptur „Die Stehende“ des Künstlers Curt Beckmann.
Die zentrale Rasenfläche, auf welcher sich früher noch ein Badesee befand, ist von einem 400 Meter langen Rundweg umgeben. Abends und am Wochenende wird die Grünanlage (darin ein etwa 2400 m² großer Spielplatz) von den Besuchern bei gutem Wetter zum Grillen und Erholen genutzt.
Der Park wird von der Oberstraße im Süden, der Parkallee im Osten, der Innocentiastraße im Norden und der Brahmsallee im Westen umgeben. Die  Brahmsallee und die Innocentiastraße führen zum bekannten Isemarkt.

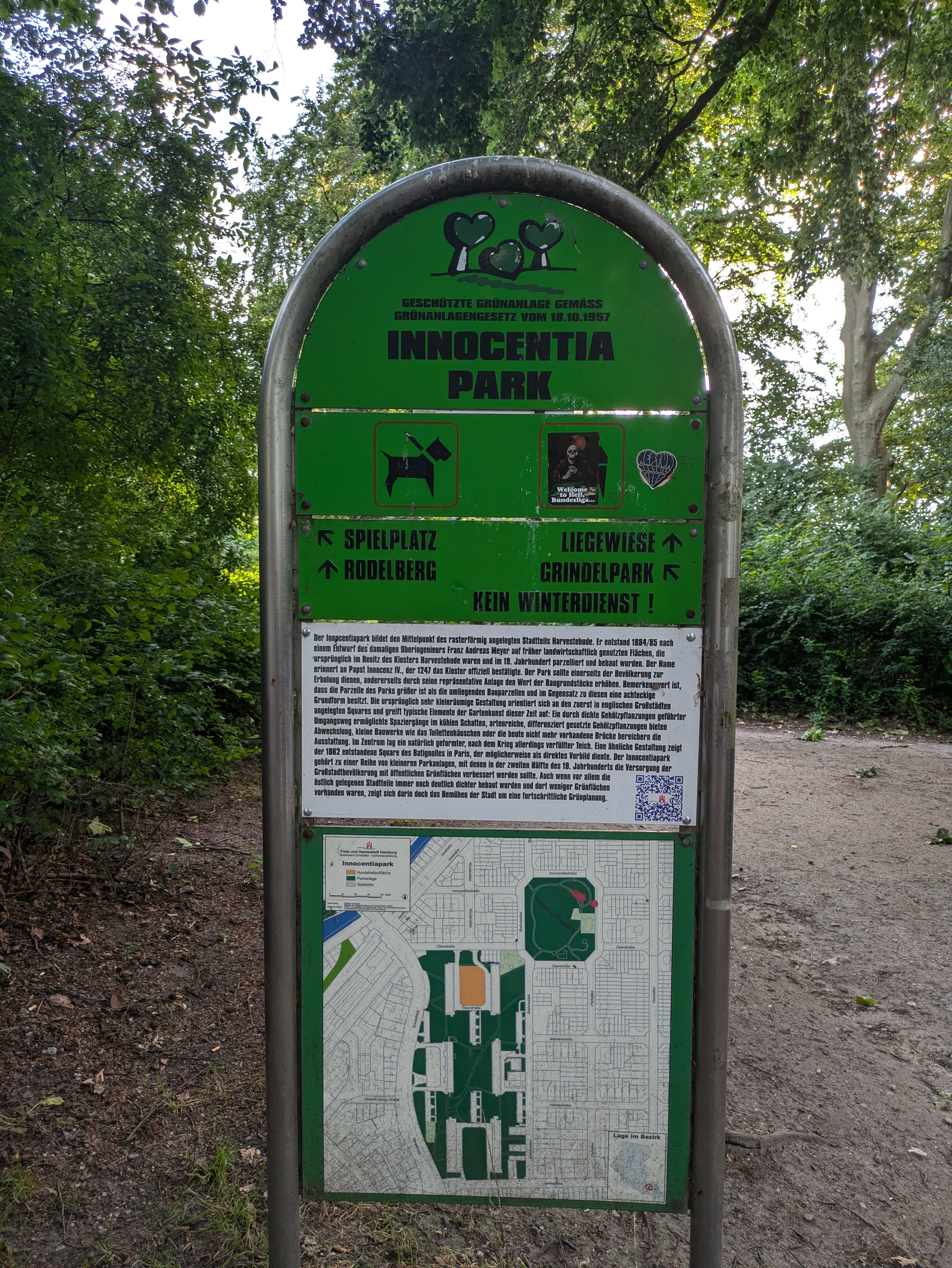
Eingang zum Innocentiapark
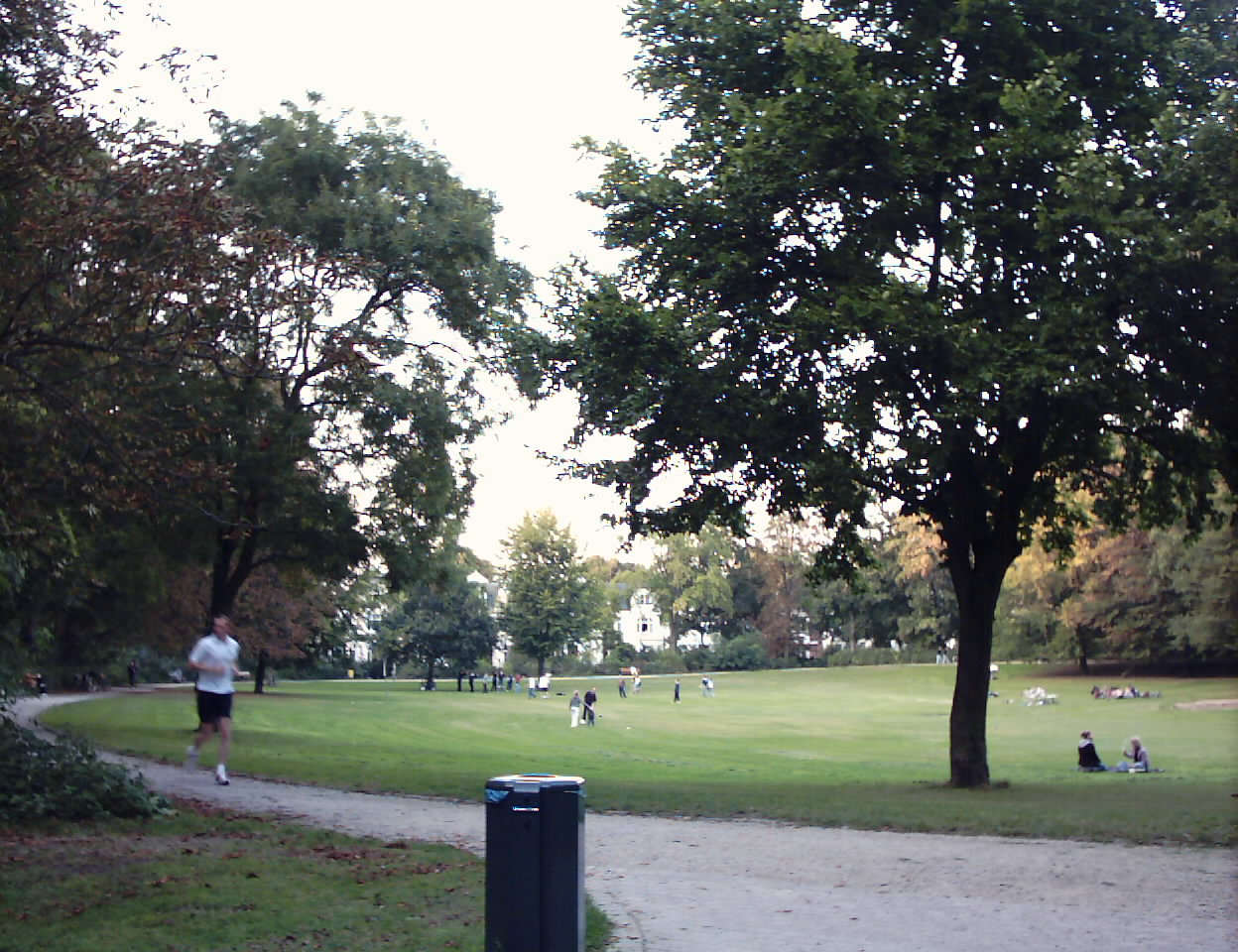
Laufstrecke
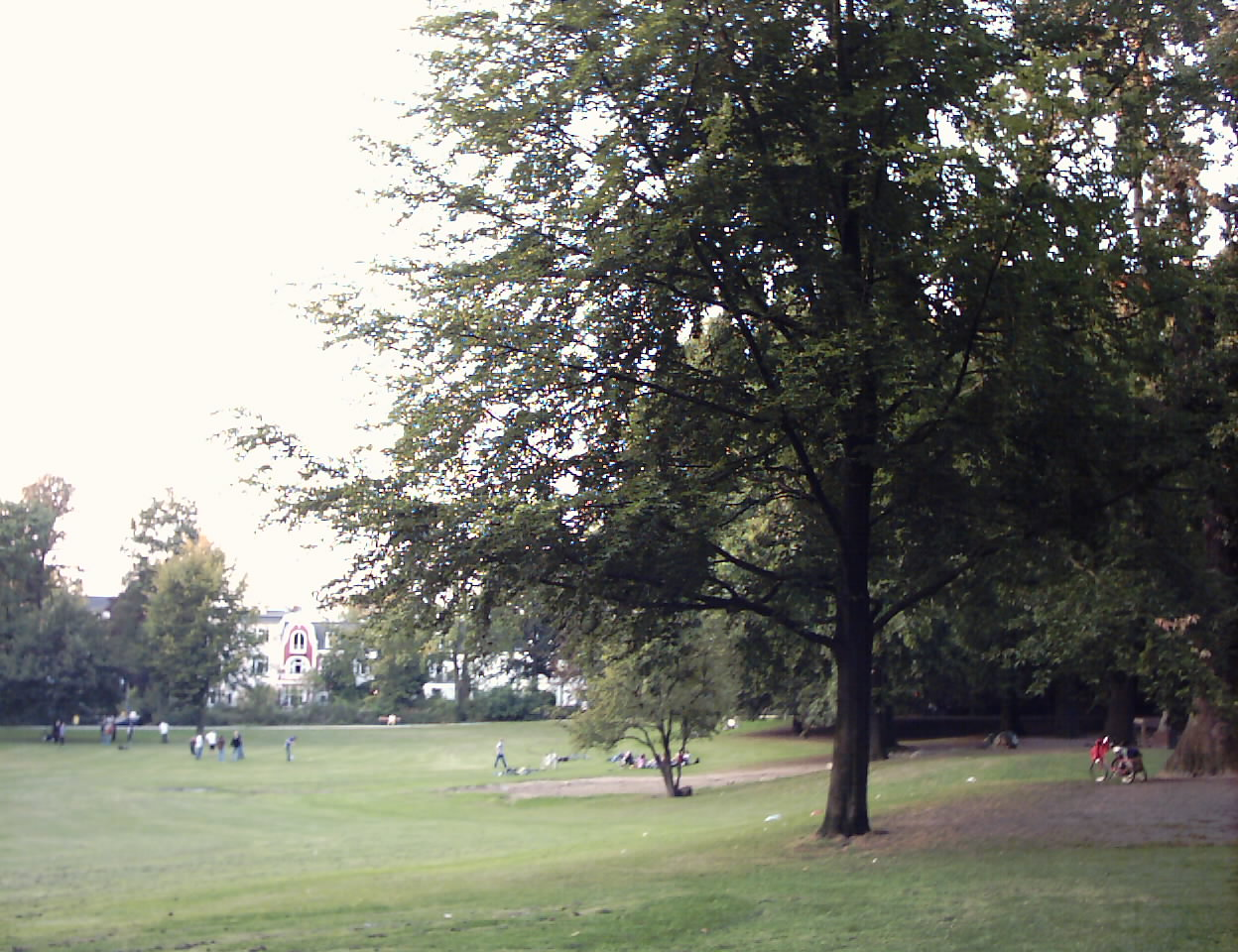
Liegewiese
Spielplatz
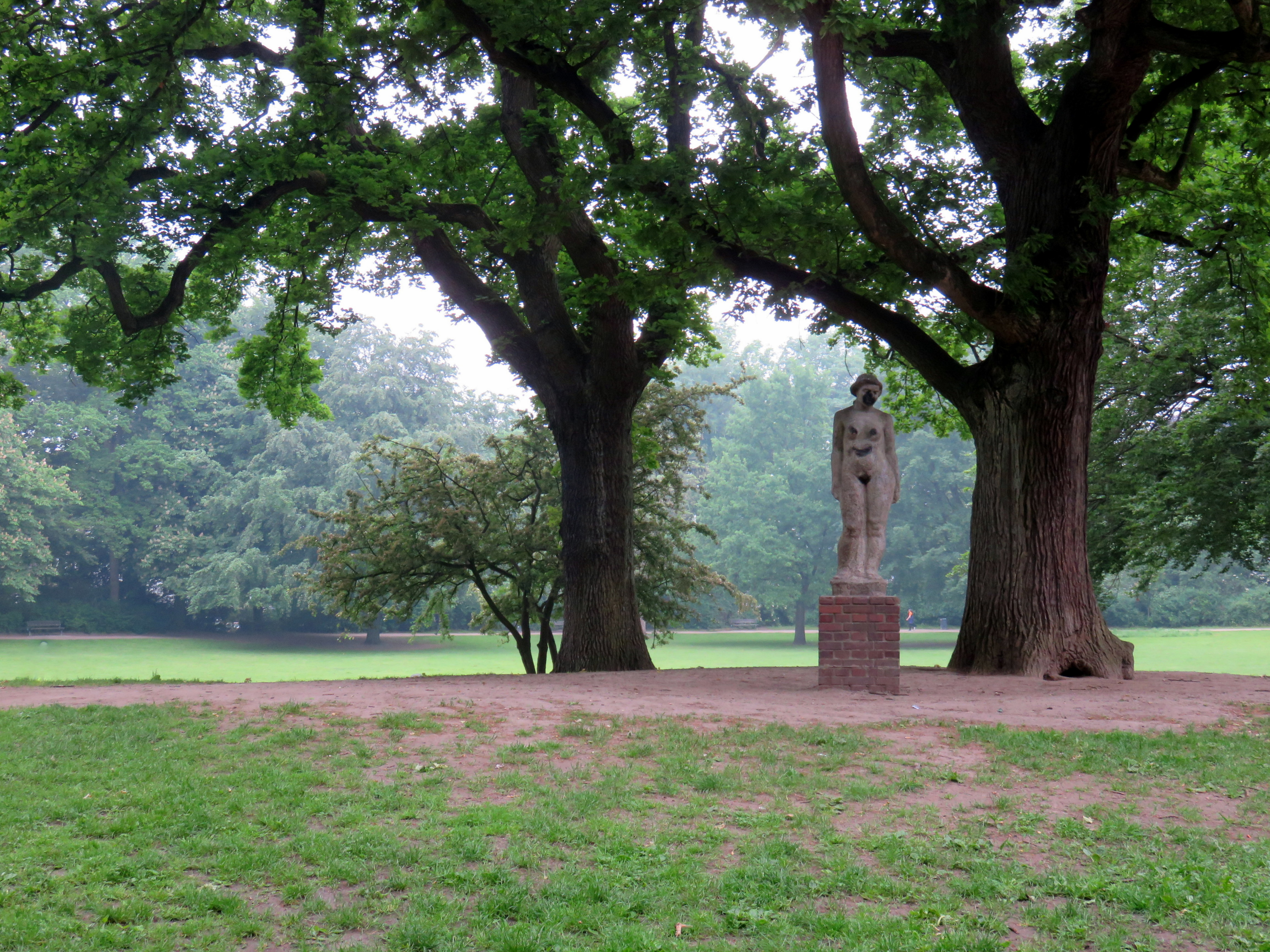
„Stehende“, Westteil (Curt Beckmann, 1949)

Am 9. Juni 2004 tobte ein heftiger Sturm über dem Park, bei dem mehrere Dutzend alter Bäume umfielen. Der Schaden wurde auf 300.000 Euro beziffert. Einige Anwohner gründeten spontan eine Initiative (Initiative Innocentiapark e. V.), um den Park wieder in den Urzustand zu versetzen. Der Initiative gelangen Neuanpflanzungen von Bäumen und Büschen in dem am schwersten betroffenen Nordteil des Parks.